# 立花敏
立花 敏（たちばな さとし、1965年 - ）は日本の森林科学者。筑波大学生命環境系准教授。博士（農学）（東京大学、1996年）。木材貿易関係研究の第一人者。「山林」に林産物貿易レポートを連載中。森林管理や木材利用が環境に与える影響に関する論文も多数。
高崎経済大学経済学部卒、1996年東京大学農学生命科学研究科博士課程修了。2001年東京大学農学生命科学研究科文部教官助手、高崎経済大学地域政策学部非常勤講師、2001年8月財団法人地球環境戦略研究機関森林保全プロジェクト 主任研究員、2002年10月独立行政法人森林総合研究所 林業経営・政策研究領域 主任研究官、2007年10月独立行政法人森林総合研究所北海道支所 チーム長歴任。2002年10月東京大学農学部非常勤講師、2010年10月筑波大学 生命環境系 准教授に就任。    

## 著編書
- 『木力検定3 - 森林・林業を学ぶ100問』（共同編著、海青社、2014年）

## 受賞
- 第12回（2013年度）林業経済学会賞「世界及び日本の林産物需給・貿易に関する研究」
- 第3回（2004年度）林業経済学会奨励賞

## 学協会等委員
- 木材利用システム研究会 常任理事（企画担当）
- Advances in Forestry Letters Editorial Board of Advances in Forestry Letters/Editor （2012年7月 - 現在）
- 森林総合研究所 研究報告編集委員会/委員（2011年4月 - 現在）
- The International Union of Forest Research Organizations (IUFRO) 9.07.00分野/副コーディネーター（2007年 - 現在）
- 日本製紙連合会 違法伐採対策モニタリング事業監査委員会/委員（2007年4月 - 現在）
- （財）林業経済研究所 SGEC審査委員会/委員・委員長（2005年12月 - 現在）
- 林業経済学会 評議員（2005年度 - ）、編集担当理事（2009年度）、総務担当理事（2010 - 2011年度）、監事（2013 - 2014年度）
- （財）日本木材総合情報センター『木材情報』誌企画分析委員会/委員（2005年4月 - 現在）
- 東京大学農学部非常勤講師（2002年10月 - 現在）
- （財）林業経済研究所 『林業経済』誌編集委員会/委員（2000年7月 - 現在）
- （財）林業経済研究所 「為替相場が木材価格に与える影響に関する調査」及び「木材輸入及び輸入港の変化と木材産業・流通との関係に関する調査」/検討及び調査委員（2013年6月 - 2013年12月）

## 所属学会
- 木材利用システム研究会
- 林業経済学会
- 日本森林学会
- 環境経済・政策学会
- 森林計画学会
- The International Union of Forest Research Organizations (IUFRO)
- 日本農業経済学会
- 北方森林学会